# مويسيس لوبيز (مصارع رياضي)
مويسيس لوبيز (بالإسبانية: Moisés López)‏ هو مصارع رياضي مكسيكي، ولد في 3 سبتمبر 1941 في مدينة مكسيكو في المكسيك.

## وصلات خارجية
- مويسيس لوبيز على موقع قاعدة بيانات المصارعة الدولية (الإنجليزية)
- مويسيس لوبيز على موقع أوليمبيديا (الإنجليزية)